# Giáo phận Cheongju
Giáo phận Cheongju (tiếng Hàn Quốc: 천주교 청주교구; tiếng Latinh: Dioecesis Cheongiuensis) là một giáo phận của Giáo hội Latinh trực thuộc Giáo hội Công giáo Rôma với tòa giám mục đặt tại Cheongju, Hàn Quốc. Giáo phận là một giáo phận trực thuộc Tổng giáo phận Daegu.  Giám mục đương nhiệm là Simôn Kim Jong-gang, bổ nhiệm ngày 19/3/2022.

## Địa giới
Địa giới giáo phận bao gồm toàn bộ tỉnh Chungcheong Bắc ở Hàn Quốc, ngoại trừ thành phố Jecheon và huyện Danyang thuộc về Giáo phận Wonju.
Tòa giám mục được đặt tại thành phố Cheongju, cũng là nơi đặt Nhà thờ chính tòa Thánh Gia.
Giáo phận được chia thành 79 giáo xứ.

## Lịch sử
Hạt Đại diện Tông tòa Cheongju được thành lập vào ngày 23/6/1958 theo tông sắc Sacro suadente của Giáo hoàng Piô XII, trên phần lãnh thổ tách ra từ Giáo phận Seoul.
Vào ngày 10/3/1962 Hạt Đại diện Tông tòa được nâng cấp thành một giáo phận theo tông sắc Fertile Evangelii semen của Giáo hoàng Gioan XXIII.

## Giám mục quản nhiệm
Các giai đoạn trống tòa không quá 2 năm hay không rõ ràng bị loại bỏ.
- James Vincent Pardy, M.M. † (4/7/1958 - 17/6/1969 từ nhiệm[1])
- Nicôla Cheong Jin-suk † (25/6/1970 - 3/4/1998 trở thành Tổng giám mục Tổng giáo phận Seoul)
- Gabriel Chang Bong-hun (3/6/1999 - 19/3/2022 từ nhiệm)
- Simôn Kim Jong-Gang, từ 19/3/2022

## Thống kê
Đến năm 2021, giáo phận có 172.238 giáo dân trên dân số tổng cộng 1.474.509, chiếm 11,7%.
| Năm  | Dân số   | Dân số    | Dân số | Linh mục      | Linh mục       | Linh mục      | Linh mục                | Phó tế | Tu sĩ     | Tu sĩ    | Giáo xứ |
| Năm  | giáo dân | tổng cộng | %      | linh mục đoàn | linh mục triều | linh mục dòng | tỉ lệ giáo dân/linh mục | Phó tế | nam tu sĩ | nữ tu sĩ | Giáo xứ |
| ---- | -------- | --------- | ------ | ------------- | -------------- | ------------- | ----------------------- | ------ | --------- | -------- | ------- |
| 1970 | ?        | 1.223.476 | ?      | 54            | 31             | 23            | 0                       |        | 25        | 57       | 22      |
| 1980 | 41.589   | 1.207.914 | 3,4    | 30            | 22             | 8             | 1.386                   |        | 9         | 79       | 24      |
| 1990 | 76.396   | 1.254.101 | 6,1    | 41            | 39             | 2             | 1.863                   |        | 10        | 143      | 32      |
| 1999 | 113.284  | 1.294.222 | 8,8    | 90            | 86             | 4             | 1.258                   |        | 69        | 374      | 53      |
| 2000 | 118.099  | 1.338.775 | 8,8    | 89            | 85             | 4             | 1.326                   |        | 77        | 386      | 53      |
| 2001 | 120.696  | 1.309.565 | 9,2    | 90            | 81             | 9             | 1.341                   |        | 89        | 406      | 53      |
| 2002 | 124.959  | 1.312.831 | 9,5    | 94            | 85             | 9             | 1.329                   |        | 99        | 449      | 55      |
| 2003 | 127.995  | 1.312.162 | 9,8    | 108           | 97             | 11            | 1.185                   |        | 98        | 390      | 57      |
| 2006 | 134.181  | 1.328.398 | 10,1   | 123           | 115            | 8             | 1.090                   |        | 82        | 399      | 61      |
| 2013 | 155.446  | 1.396.854 | 11,1   | 154           | 142            | 12            | 1.009                   | 2      | 91        | 515      | 76      |
| 2016 | 163.680  | 1.417.053 | 11,6   | 161           | 146            | 15            | 1.016                   |        | 96        | 503      | 76      |
| 2019 | 170.477  | 1.432.393 | 11,9   | 175           | 158            | 17            | 974                     |        | 116       | 519      | 78      |
| 2021 | 172.238  | 1.474.509 | 11,7   | 182           | 162            | 20            | 946                     |        | 118       | 502      | 79      |